# 相馬徳胤
相馬 徳胤（そうま のりたね）は、相馬中村藩6代藩主・相馬叙胤の三男。子は相馬恕胤（次男）。従五位下、因幡守。幼名は鍋千代、菊千代、通称は内膳。

## 経歴
誕生してまもなく実兄が亡くなったため三男ながら嫡男となる。1702年（元禄15年）4月には幼名を菊千代に改めた。宝永5年（1708年）12月3日、陸奥中村藩主相馬尊胤の養子となる。正徳4年（1714年）7月21日、将軍徳川家継に御目見する。享保元年（1715年）12月18日、従五位下因幡守に叙任する。享保9年（1724年）に内藤弌信の娘（内藤信輝の養女）・おそよの方と結婚するものの、享保14年（1729年）に子どもが無いまま先立たれた。享保15年、秋田藩主佐竹義峯から養子縁組を申し込まれるものの、養父尊胤は断っている。享保16年（1731年）に浅野吉長の娘と再婚し、嫡男・正千代が生まれた（ただし早世）。その後、側室との間に次男・恕胤が生まれた。
宝暦2年（1752年）、家督相続以前に死去し、8代藩主には次男・恕胤が就いた。